# Chūgoku
Chūgoku regija (japanski:中国地方 Chūgoku-chihō) (poznata i kao: San'in-San'yō regija: (山陰山陽地方 San'in san'yō-chihō) je regija na Honshuu, najvećem japanskom otoku. Nalazi se u zapadnom dijelu otoka i obuhvaća pet prefektura: Hiroshima, Okayama, Shimane, Tottori i Yamaguchi.  Chūgoku regija se odlikuje nepravilnim brežuljcima te ograničenim nizinskim područjima, a podijeljena je na dva različita planinska predjela.
Grad Hirošimu, "glavni grad" u Chūgoku regiji, obnovljena je nakon što je uništen bombardiranjem atomskom bombom 1945. godine, a sada je industrijska metropola više od milijun ljudi. Susjedne regije su
Kyushu, Shikoku i Kansai. 
Regija se prostire na 31.920.48 km² u njoj živi oko 7,8 milijuna ljudi.

## Vanjske poveznice
- Informacije o Chugoku regiji